# Oesterreichische Volkszeitung
Die Oesterreichische Volks-Zeitung war eine österreichische Tageszeitung, die zwischen 1888 und 1918 in Wien erschien. Parallel gab es ab den späten 1890ern eine kleinformatige Nebenausgabe, die »2 Kreuzer-Ausgabe«, die ab dem 1. April 1905 als die Kleine österreichische Volkszeitung herauskam. Vorgänger der Zeitung war die Konstitutionelle Vorstadt-Zeitung, ihr Nachfolger die Volks-Zeitung.